# Carlos Rosado
Carlos Rosado Vallejo (nacido el 8 de septiembre de 1975 en México, D.F.) es un jugador Mexicano de fútbol americano retirado. 
Jugó como universitario con los Aztecas de la UDLA.
Jugó como wide receiver para los equipos Barcelona Dragons y Amsterdam Admirals de la NFL Europa de 1998 hasta 2004. También jugó en la pretemporada de 2003 con los New York Jets de la NFL.
El 1 de abril de 2008, su padre, Carlos Rosado Stevens fue nombrado presidente de la ONEFA, cargo que ejerció hasta 2011.
Hijos: Diego Rosado Espino y Patricio Rosado Espino